# Kritisch-punt-droogapparaat
Een kritisch-punt-droogapparaat (Engels: critical point dryer) is een instrument om niet te grote waterbevattende voorwerpen en organismen van hun water te ontdoen met volstrekt minimale vormverandering van de onderdelen ervan die niet uit water bestaan, zodat een preparaat achterblijft dat nagenoeg watervrij is maar perfect de vorm heeft behouden die het had toen er nog wel water in zat. Vormveranderingen worden veroorzaakt door oppervlaktespanning aan de grensvlakken van lucht en water tijdens het drogen. Bij het verhogen van de druk en temperatuur gaat de vloeibare fase echter door een kritisch punt heen waarbij de oppervlaktespanning nul wordt. Voor water ligt dit kritisch punt echter zo hoog dat er dan thermische schade aan het preparaat zal optreden. Vloeibaar koolzuurgas (kritisch punt bij 31°C en een druk van 33 atm) is wel een geschikt medium, maar is niet mengbaar met water. Er is dus een intermediaire vloeistoffase nodig die zowel met water als met koolzuur in alle verhoudingen mengbaar is. Hiervoor wordt vaak aceton gebruikt.
De methode gaat als volgt:
1. Het te behandelen voorwerp wordt in een bad van aceton gelegd zodat het water dat erin zit door aceton wordt vervangen. De aceton wordt dus langzaam rijker aan water en moet af en toe worden ververst. Dit stadium kan afhankelijk van de grootte van het voorwerp uren tot weken duren. Bij gevoelige preparaten kan het nodig zijn te beginnen met een lage concentratie aceton en deze concentratie door wisselingen van de badvloeistof langzaam te verhogen. Steeds wordt de volgende stap pas gezet als in het preparaat een concentratie-evenwicht is bereikt.
2. Hierna wordt het voorwerp in een druktank geplaatst en wordt het bij kamertemperatuur in een bad van vloeibaar koolzuur gelegd tot alle aceton is vervangen door vloeibaar koolzuurgas. Ook dit kan weer uren tot weken duren.
3. Nu wordt de druktank langzaam opgewarmd zodat het vloeibare koolzuur door het kritisch punt heen gaat, waarbij het van vloeibaar naar gasvormig overgaat zonder te koken.
4. Ten slotte wordt het gasvormige koolzuur langzaam door een ventiel afgeblazen terwijl de temperatuur boven de kritische temperatuur blijft. Het voorwerp is nu droog, onvervormd en meestal ook broos.

Dit is dus een bewerkelijk en kostbaar proces. Toepassingen: conservering van insecten voor museumcollecties, het maken van isolerend schuim uit waterige gels voor cryogene flessen, bereiding van elektronenmicroscopische preparaten.